# Stenele solimara
Stenele solimara är en fjärilsart som beskrevs av Thierry-mieg 1892. Stenele solimara ingår i släktet Stenele och familjen mätare. Inga underarter finns listade i Catalogue of Life.